# Ulpia Noviomagus Batavorum
Ulpia Noviomagus Batavorum je ime mesta Nijmegen v poznorimskem času; predpona Ulpia se nanaša na cesarja Marcus Ulpius Trajana , zaradi česar je mogoče datirati ime v leto 104 našega štetja. Prej je bil kraj znan kot Oppidum Batavorum , trdnjava Batavijcev . Ali se Batavodurum (utrjeno mesto Batavijcev) res nanaša na isto naselje, ni gotovo.
Ulpia Noviomagus Batavorum, ki se nahaja na strateški lokaciji blizu hribov na reki Waal, je bilo glavno mesto Civitas Batavorum (glej tudi Germania Secunda).

## Zgodovina

### Zgodovinska perspektiva
Najzgodnejše podrobnejše zgodovinsko besedilo o tej regiji  Historiae, rimskega zgodovinarja Tacita, pravi, da je uporni  Julij Civilis leta 69 našega štetja Oppidum Batavorum požgal. Pravzaprav se 'Oppidum Batavorum' pojavlja le kot lokator v Historiae in v De origine et situ Germanorum Tacit pravi, da Batavijci naseljujejo insula Batavorum (otok Batavijcev). Ta izraz uporablja tudi v svojem delu Anali. Na podlagi arheoloških podatkov lahko sklepamo, da Batavijci niso živeli toliko v 'Oppidumu Batavorum' ali blizu njega, temveč v mreži manjših, poljedelskih naselbin, razprostrtih na precej velikem območju: sedanji Betuwe. Zato je povsem v skladu z običajnimi oblikami upora, da je Julij Civilis požgal »Oppidum Batavorum«. Ni zažgal svojega naselja, ampak naselje Rimljanov.

### Zgodnje rimsko obdobje (okoli 15. pr.n.št. – 69 n.št.
Leta 58-52 pr.n.št. se je Gaj Julij Cezar prvič (z rimskega vidika) podal na odpravo severno od Rena.
Leta 15 pr.n.št. je bil na Hunnerbergu (imenovanem tudi Hunerberg ) zgrajen velik tabor (castrum ). Obsegal je 42 hektarjev in je bil branjen z dvojnim jarkom ter zidom iz zemlje in lesa z vrati, vogalnimi stolpi in intervalnimi stolpi na vsakih 24 m. Je najzgodnejša vojaška baza v Porenju in se lahko šteje za zibelko spodnjegermanske meje. V taboru je bilo prostora za dve legiji ali eno legijo z ala milliario, konjenico pomožnih čet (auxilia) rimske vojske, ki je štela približno 1000 mož. Leta 12 pr.n.št. je Drus izvedel obsežno in uspešno kampanjo v Germanijo (vključno s fines frisiorum , frizijskih meja). Sledi te akcije so se ohranile v Nijmegnu. Verjetno je ta tabor služil kot eno od Drusovih oporišč med njegovim pohodom proti Germanom leta 12 pr.n.št.
Približno leta 10 pr.n.št. je namesto dotedanjega velikega taborišča, ki je lahko sprejelo okoli 800 mož, bil zgrajen razmeroma majhen vojaški tabor. Imel pa velik in razkošen pretorij, poveljniško rezidenco, v imperialnem aristokratskem slogu. Edine primerljive najdbe so bile odkrite ob reki Lippe. Izjemna ni le velika velikost pretorija, ampak tudi razmeroma veliko število uradniških rezidenc. Arhitektura je podobna taboriščem v Lippeju, Oberadenu, Anreppenu in Halternu (ob Lippeju), čeprav je slednji nekoliko mlajšega datuma.
Po porazu Rimljanov pod Varom leta 9 našega štetja je prišlo do velike reorganizacije čet v Spodnji Germaniji. Obstoječi kamp v Nijmegenu je bil prenovljen. Imel je površino 4,5 hektarja in je imel veliko osebje častnikov, od katerih jih je bilo veliko iz konjenice. Na to kažejo številni najdeni kovinski deli konjske oprave, brzd in konjskih jahalnih ostrog. Pretorij je ostal v uporabi.
Tudi neposredno zunaj kastruma sledovi in najdbe kažejo, da so bili tukaj nameščeni različni odredi konjenice, zlasti ob cestah skozi vhodna vrata. Del konjenice se je zadrževal v velikem hlevskem bloku jugozahodno od vojaškega tabora, kjer so našli tudi nekaj kos, s katerimi so lahko kosili travo za seno.
Tacit je zapisal, da so se na rimski strani bojevale tudi germanske čete. Ne le Batavijci, tudi Kauki  s severozahoda Nemčije (med Emsom in Weserjem). Značilne konjske jahalne ostroge, ki jih najdemo drugod le na območju srednje in spodnje Labe, ter konjske vprege kažejo na prisotnost germanske konjenice, povsem v skladu s pripovedjo rimskega zgodovinarja.
Pretorij je deloval vsaj malo pred batavsko vstajo . Dramatično v tem kontekstu je odkritje bronaste plošče, ki je služila za poimenovanje lastnosti. Ime lahko preberete na srebrni foliji, ki prekriva disk:
C(aius) AQUILLI PROCULI C(enturio) LEG(io) VIII AUG (od Gaja Akvilija Prokula, stotnika osme legije Avgusta).
Ta napis je bil povezan z odlomkom, ki opisuje, kako je Brino, vodja Kananefatov , sklenil zavezništvo s Frizijci. Skupaj so vdrli v trdnjave ob Krommeju in Starem Renu ter se ob rekah pomikali proti vzhodu. Ostanki Renskih legij so bili skoncentrirani v vzhodnem delu Betuwe ; večino legij je v Rim odpeljal Avl Vitelij. Izkušeni primus pilus Akvilij je vodil karkoli drugega kot vojaško skupino Tungrov in Nervijev v obrambi vzhodne Betuwe.
Legio VIII Augusta je znana po arheoloških najdbah z Balkana in po batavski vstaji v Strasbourgu. Najverjetnejša razlaga je, da je Akvilij služil pri Osmi legiji in leta 68 po n.št. bil primus pilus, verjetno v bližnjem vojaškem taborišču v Castra Vetera (Xanten), in je bil poslan v Nijmegen. Za uspešnega centuriona je to verjetna kariera. Datacija kaže, da je disk prišel v zemljo tik pred vstajo Batavijcev. Zdaj je shranjen v muzeju Muzej Het Valkhof v Nijmegnu.
Ognjena plast , ki je datirana okoli leta 70 n.št. daje dramatično potrditev Tacitove zgodbe v Historiae. Naselbina Oppidum Batavorum je bila uničena, in čeprav so znani poznejši sledovi poselitve, mestu najverjetneje nikoli ne bo povrnjena nekdanja slava.
Iz zgodnjih rimskih časov je tudi tako imenovani steber bogov, ki je po napisu TIBR/CSAR posvečen Tiberiju. Upodobitev Tiberija, ki ga slavi Viktorija , boginja zmage, je povezana z Germanikovimi pohodi.
Zanimive so tudi najdbe novcev, ki jih je mogoče datirati približno v leto 28 našega štetja in zato povezati z vstajo Frizijcev. Podobne najdbe novcev so znane iz Frizije: denar naj bi bil zakopan v paniki po uporu Frizijcev.

### Srednje rimsko obdobje
Ime Ulpia Noviomagus Batavorum izhaja srednjega rimskega obdobja -  iz obdobja od leta 69 našega štetja do drugega stoletja našega štetja. Upor Batavijcev se je končal in rimske čete so bile nameščene v Nijmegenu, da bi pazile na Batavijce.
Po batavski vstaji (69 n. št.) se je X. legija Gemina naselila v Nijmegenu na Hunnerbergu, sprva v lesenem taboru, dvajset let kasneje pa je bil zgrajen kamnit castrum. Ta legija je prišla iz Hispanije in jo je cesar Vespazijan naglo poslal k Noviomagu. Številne črepinje, strešniki, kosi vodovodnih cevi in kanalizacije, kosi opreme in celo nagrobniki spominjajo na prisotnost te legije, od katere je najbolje dokumentirano obdobje Nijmegen. Do kastruma je potekal akvadukt iz izvirov Berg in Dal. Kmalu po izgradnji kamnitega kastruma je Deseta legija odšla na Balkan. Kasneje sta tu prebivali Legija XXX Ulpia Victrix , ki je znana iz Xantena, in IX. legija Hispana iz Eboracuma (York).
Taborišče je bilo obkroženo s cannabae legionis , civilno naselbino, sestavljeno iz pubov, delavnic, kopališč in trgovin, ki so oskrbovale dnevne potrebe milites ; tu so bile nastanjene žene in otroci vojakov. Našli so amfiteater , ki bi lahko sprejel približno 12.000 gledalcev. Jugovzhodno od kastruma je bilo najdeno veliko grobišče iz tega časa. Najdbe kažejo, da je v tem obdobju razlika med vojaškim osebjem in civilisti zbledela. Osupljivo je, da je bilo območje velikega kastruma iz časa Druza  uporabljeno za pokopališče. Ulpia Noviomagus Batavorum je bila edina rimska naselbina na območju današnje Nizozemske, ki jo resnično lahko imenujemo mesto. Na vrhuncu, proti sredini 2. stoletja, je štela 5000 do 6000 prebivalcev. Temu številu se je Utrecht izenačil šele približno tisoč let kasneje.
Iz tega obdobja je tudi večina drugih najdb. V tem obdobju je Deseta legija zgradila naselbino na Waalu zahodno od mesta nekdanjega Oppidum Batavorum, ki so ga požgali Batavijci, to mesto pa je pod cesarjem Trajanom dobilo tržne pravice in ime Ulpia Noviomagus Batavorum. Na južni strani planote Kops sta nastala forum in skladišče. V bližini Holdeurn a je bila postavljena opekarna, ki je izdelovala predvsem strešnike, pa tudi lončeno posodo. Izdelke te opekarne so prodajali v okolici Nijmegena od konca prvega stoletja do tretjega stoletja. Iz tega časa so tudi drugi ostanki; znana sta dva galsko-rimska templja na Maaspleinu. 
Najdbe kažejo, da sta bili Oppidum Batavorum in Ulpia Noviomagus Batavorum dve različni naselji. Nobeden ni batavijskega izvora, obe sta rimski gospodarski in upravni središči, v katerih so živeli sodniki, obrtniki in trgovci. Batavijske naselbine so se nahajale severno od Waala. Sledi nasilnega konca, ki jih najdemo ne samo v Oppidum Batavorum , ampak tudi v (na primer) Atuatuca Tungrorum, se izkažejo za impresivno potrditev tega, kar je Tacit opisal v Historiae .
V tretjem stoletju je bil kastrum opuščen, verjetno zaradi vse večjih germanskih vpadov in reorganizacije mejne obrambe.

### Pozno rimsko obdobje
V tretjem stoletju so Franki, germansko pleme, začeli vdirati v rimski del območja sedanje Nizozemske. V Nijmegenu je znana komaj kakšna najdba iz tega obdobja in verjetno je, da Ulpia Noviomagus Batavorum v tem času ni igrala pomembne vloge. Kamniti castrum na Hunnerbergu ni bil več v uporabi. Poselitev naselij severno od reke Waal pa se je nadaljevala do tretjega stoletja. V drugi polovici tega stoletja, od leta 260 do 274, je Galsko cesarstvo obstajalo pod uporniškima cesarjema Postumom in Tetrikom. Postumu, verjetno Batavijskega izvora, je v letih okrog 260 uspelo zaustaviti veliko invazijo Frankov. Svojo prestolnico je ustanovil v Colonia Claudia Ara Agrippinensium sedanjem Kölnu. Galsko cesarstvo je uničil odločilni poraz cesarja Tetrika proti cesarju Avrelijanu v bitki na Katalaunskih poljanah leta 274. Čeprav je Avrelijan obnovil enotnost cesarstva, ni imel več dovolj mož za obrambo Spodnje Germanije. Območja severno od ceste od Boulogne-sur-Mer do Colonia Claudia Ara Agrippinensium (Köln) in po celotnem Porenju, ki se zdaj imenuje Via Belgica, so postala izpraznjena. Šele več kot dvajset let pozneje je cesar Konstancij Klor ponovno prevzel vojaški nadzor nad delto Rena. To je bilo potrebno za ponoven začetek trgovine čez Ren med Germanijo in Britanijo. Vendar pa obnova rimske kulture v tej regiji ni zaživela. Šele okoli leta 330 so na primer v Maastrichtu znova zgradili skromno rimsko utrdbo.
V četrtem stoletju je cesarsko ime Ulpia Noviomagus Batavorum izginilo in naselje v bližini sedanjega Waterkwartierja je bilo opuščeno, ob vznožju sedanjega Valkhofa pa je nastalo novo mestno jedro s skrajšanim imenom Noviomagus. Leta 1230 je Nijmegen pridobil status svobodnega cesarskega mesta, kar je izjemno, ker je formalno še imelo rimske tržne in mestne pravice; morda so na to pozabili ali pa se je zdelo nujno, da se stare pravice potrdijo in/ali prilagodijo z novim dokumentom.